# Ellen Fetter
Ellen Cole Fetter Gille es una informática estadounidense nacida en 1940. Trabajó con Edward Norton Lorenz en la teoría del caos.

## Trayectoria
Fetter es hija de Frank Whitson Fetter y Elizabeth Garrett Pollard. Su madre creó una beca para estudiar música de cámara en Swarthmore College, que ha sido mantenida por sucesivas generaciones de su familia. Fetter estudió en la Ecole Préalpina en Chexbres, Suiza y en el New Trier High School, donde se graduó en 1957. Estudió Matemáticas en Mount Holyoke College y se graduó en 1961.
En 1961, Fetter se entrevistó con un miembro del equipo que usó un LGP-30 en el Departamento de Ingeniería Nuclear del MIT, quien la recomendó a Margaret Hamilton. Hamilton pronto pasó a otro proyecto y Fetter se hizo cargo del trabajo computacional de la investigación de Edward Lorenz, trazando el movimiento de una partícula que experimenta una convección rápida en un vaso de precipitados idealizado. Este trabajo sentó las bases de la teoría del caos. La contribución de Fetter fue reconocida por Lorenz en su artículo "Agradecimiento especial a la Srta. Ellen Fetter por encargarse de los numerosos cálculos numéricos".
En 1963, Fetter se casó con John Gille, que estudiaba geofísica en el MIT. Se mudaron a la Universidad Estatal de Florida, donde trabajó en programación durante varios años. En la década de 1970, ella y su esposo se mudaron a Colorado, donde Gille llegó a ser científico emérito en el Centro Nacional de Investigación Atmosférica. Fetter tomó clases de informática en la Universidad de Colorado Boulder, pronto lo dejó para trabajar en la preparación de impuestos.
La hija de Fetter, Sarah Gille, estudió Física en la Universidad de Yale. Ahora trabaja en oceanografía física en la Universidad de California, San Diego.